# Tatarska ajda
Tatarska ajda (znanstveno ime Fagopyrum tataricum) je kulturna rastlina iz družine dresnovk. Pravijo ji tudi nora, zelena ali grenka ajda. Tako kot njena sorodnica navadna ajda izvira iz Vzhodne Azije, predvsem iz jugozahodnega Sečuana, severnega Junana in vzhodnega Tibeta. Na Kitajskem raste tudi na nadmorski višini nad 2500 m. Razširjena je ponekod v Nepalu in Butanu, kjer jo uporabljajo podobno kot navadno ajdo za rezance in nekatere druge jedi. Danes jo v Sloveniji le poredko sejejo kot samostojen posevek (izjema je mlin Rangus na Dolenjskem), večkrat jo najdemo kot plevel v posevku navadne ajde.
Rastlina je na pogled podobna navadni ajdi; je sestrska rastlina navadne ajde, kar pomeni, da sta se rastlini razvijali vzporedno in da ena ni prednik druge. Listi so pogosto širši kot daljši ter bolj zeleni od listov navadne ajde. Po navadi se oplodi sama in ima malo nektarja. Semena so po velikosti primerljiva z majhnimi semeni diploidnih ajd. Tvori manj semen kot navadna ajda in se osiplje.  
Zrnje nima značilnega vonja in okusa zrnja navadne ajde; je bolj grenko in bolj rumeno, predvsem zaradi višje vsebnosti zdravilne snovi rutina. Ponekod jo sejejo, na primer na Poljskem, kot samostojen posevek za pridobivanje te zdravilne snovi. Dokazali so, da je vsebnost antioksidanta rutina v zrnju tatarske ajde višja na lokacijah z višjo nadmorsko višino, saj je na teh višinah sevanje ultravijoličnih žarkov večje kot v nižinah. Na neugodne vremenske pogoje kot so nevihte, toča ali slana so rastline tatarske ajde bolj odporne in si hitreje opomorejo kot rastline navadne ajde. 
Na koroškem ji v narečju pravijo »cojzla«. V letu 1816, ki je bilo leto brez poletja zaradi vulkanskega izbruha v Indoneziji, je Žiga Zois s Češkega prinesel v Slovenijo tatarsko ajdo, ki je bila bolje prilagojena na neugodne vremenske pogoje in tako rešil številne pred lakoto.